# Fistful of Hollow
Fistful of Hollow is het achtste en meest recente studioalbum van de Amerikaanse punkband Swingin' Utters. Het werd op 11 november 2014 net zoals de meeste voorgaande albums uitgegeven door het label Fat Wreck Chords. De eerste drie nummers van het album zijn ook te horen op het verzamelalbum Drowning in the Sea, Rising with the Sun (2017).

## Nummers
1. "Alice"
2. "Fistful of Hollow"
3. "Tell Them Told You So"
4. "From the Towers to the Tenements"
5. "Napalm South"
6. "More or Less Moral"
7. "I'm Not Coming Home"
8. "Spanish"
9. "Tibetan Book of the Damned"
10. "Agonist"
11. "We Are Your Garbage"
12. "Tonight's Moons"
13. "No Talking"
14. "Unaffected"
15. "End of the Weak"

## Band
- Johnny Peebucks - zang
- Darius Koski - gitaar, zang
- Jack Dalrymple - gitaar, zang
- Greg McEntee - drums
- Miles Peck - basgitaar, zang